# Cheval Noir
Le Cheval Noir est un sommet français du massif de la Vanoise, dominant le côté est du col de la Madeleine face au massif de la Lauzière.
Il est partagé entre les communes en savoyardes de Saint François Longchamp en Maurienne et des Belleville sur le versant de la Tarentaise. Il se situe à proximité de la pointe du Mottet (2 592 mètres) dominant les Avanchers-Valmorel et de la pointe de la Combe Noire (2 482 mètres).
Les stations de ski de Valmorel et de Saint-François-Longchamp sont installées à ses pieds.
Le 30 juin 2010, le secteur du Cheval Noir est l'épicentre d'un séisme de magnitude 4,3.

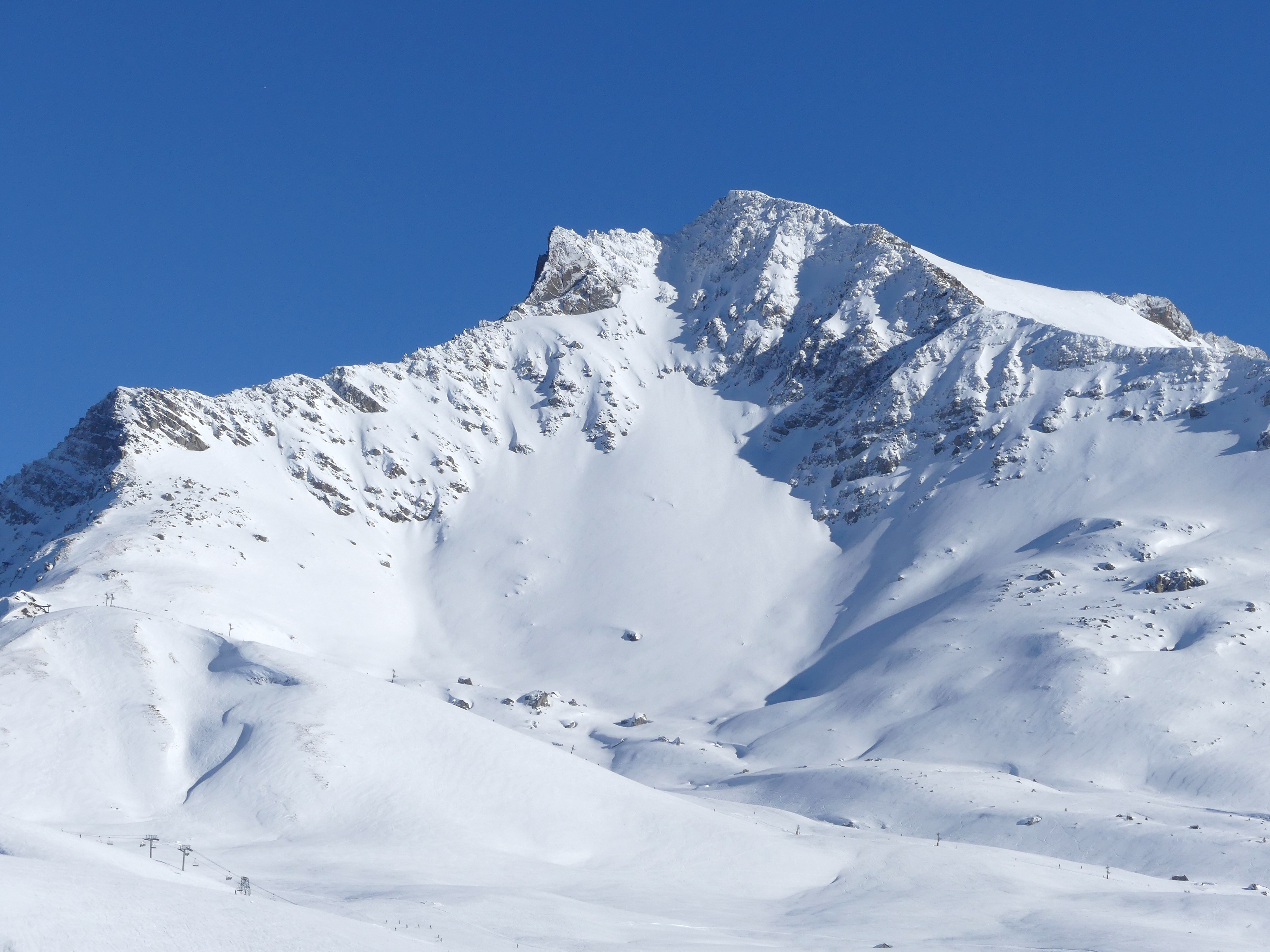
Vue du sommet vers l'est.

## Sculpture
Au sommet se trouve une statue métallique représentant un cheval cabré initiée par l'intercommunalité : la mairie de Saint-Jean-de-Belleville a porté le projet et sa réalisation dès 2009, participé au financement, conjointement avec les communes de Saint François Longchamp et des Avanchers-Valmorel, dont le coût était estimé au départ à 15 000 €. Les travaux se sont déroulés entre 2010 et 2013.
Le cheval a été façonné par l'entreprise Patines et Volutes, d'Aime-la-Plagne. Le socle sur lequel il repose a été quant à lui, réalisé par l'entreprise Laurent Jay de Saint-Martin-de-Belleville.
Le personnel, les matériaux et la statue ont été acheminés par hélicoptère. L'inauguration initialement prévue en 2013 a eu lieu en 2014.

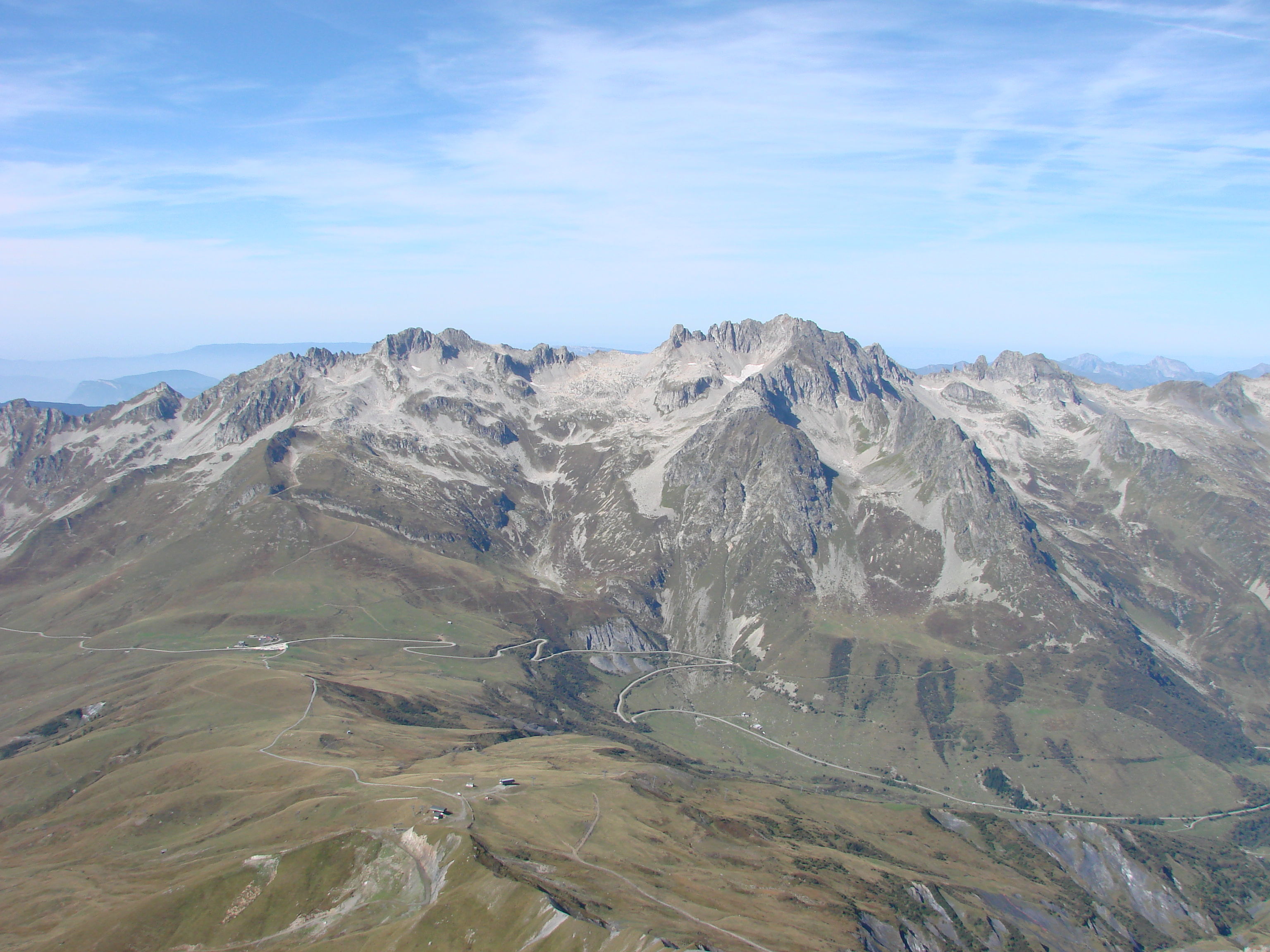
Vue depuis le sommet du Cheval Noir vers le col de la Madeleine et le Grand pic de la Lauzière.